# Tour Méditerranéen 1992
Il Tour Méditerranéen 1992, diciannovesima edizione della corsa, si svolse dall'11 al 16 febbraio 1992 su un percorso di 854 km ripartiti in 7 tappe (la quinta suddivisa in due semitappe). Fu vinta dal tedesco Rolf Gölz della Ariostea davanti ai francesi Ronan Pensec e Laurent Madouas.

## Tappe
| Tappa  | Data        | Percorso                             | km   | Vincitore di tappa   | Leader cl. generale |
| ------ | ----------- | ------------------------------------ | ---- | -------------------- | ------------------- |
| 1ª     | 11 febbraio | Perpignan > Béziers                  | 151  | Rolf Gölz            | Rolf Gölz           |
| 2ª     | 12 febbraio | Valras > Arles                       | 150  | Olaf Ludwig          | Rolf Gölz           |
| 3ª     | 13 febbraio | Istres > Vitrolles                   | 103  | Laurent Brochard     | Rolf Gölz           |
| 4ª     | 13 febbraio | Vitrolles > Marignane                | 77   | Michel Cornelisse    | Rolf Gölz           |
| 5ª-1ª  | 14 febbraio | Vitrolles > Mont Faron               | 117  | Rolf Gölz            | Rolf Gölz           |
| 5ª-2ª  | 14 febbraio | Hyères > Pierrefeu (cron. a squadre) | 17.5 | Panasonic-Sportlife  | Rolf Gölz           |
| 6ª     | 15 febbraio | Antibes > Juan-les-Pins              | 133  | Frédéric Moncassin   | Rolf Gölz           |
| 7ª     | 16 febbraio | Six Fours > Marsiglia                | 106  | Jean-Paul van Poppel | Rolf Gölz           |
| Totale | Totale      | Totale                               | 854  |                      |                     |

## Dettagli delle tappe

### 1ª tappa
- 11 febbraio: Perpignan > Béziers – 151 km

| Pos. | Corridore        | Squadra  | Tempo    |
| ---- | ---------------- | -------- | -------- |
| 1    | Rolf Gölz        | Ariostea | 4h04'04" |
| 2    | Giovanni Fidanza | Gatorade | a 22'47" |
| 3    | Jelle Nijdam     | Buckler  | s.t.     |

| Pos. | Corridore | Squadra  | Tempo |
| ---- | --------- | -------- | ----- |
| 1    | Rolf Gölz | Ariostea |       |

### 2ª tappa
- 12 febbraio: Valras > Arles – 150 km

| Pos. | Corridore     | Squadra   | Tempo    |
| ---- | ------------- | --------- | -------- |
| 1    | Olaf Ludwig   | Panasonic | 3h46'52" |
| 2    | Jelle Nijdam  | Buckler   | s.t.     |
| 3    | Michel Zanoli | Motorola  | s.t.     |

| Pos. | Corridore | Squadra  | Tempo |
| ---- | --------- | -------- | ----- |
| 1    | Rolf Gölz | Ariostea |       |

### 3ª tappa
- 13 febbraio: Istres > Vitrolles – 103 km

| Pos. | Corridore        | Squadra   | Tempo    |
| ---- | ---------------- | --------- | -------- |
| 1    | Laurent Brochard | Castorama | 2h26'19" |
| 2    | Kenneth Weltz    | ONCE      | a 14"    |
| 3    | Giovanni Fidanza | Gatorade  | s.t.     |

| Pos. | Corridore | Squadra  | Tempo |
| ---- | --------- | -------- | ----- |
| 1    | Rolf Gölz | Ariostea |       |

### 4ª tappa
- 13 febbraio: Vitrolles > Marignane – 77 km

| Pos. | Corridore            | Squadra    | Tempo    |
| ---- | -------------------- | ---------- | -------- |
| 1    | Michel Cornelisse    | La William | 1h54'36" |
| 2    | Jean-Paul van Poppel | PDM        | s.t.     |
| 3    | Étienne De Wilde     | Telekom    | s.t.     |

| Pos. | Corridore | Squadra  | Tempo |
| ---- | --------- | -------- | ----- |
| 1    | Rolf Gölz | Ariostea |       |

### 5ª tappa - 1ª semitappa
- 14 febbraio: Vitrolles > Mont Faron – 117 km

| Pos. | Corridore     | Squadra  | Tempo    |
| ---- | ------------- | -------- | -------- |
| 1    | Rolf Gölz     | Ariostea | 2h51'39" |
| 2    | Ronan Pensec  | R.M.O.   | a 3"     |
| 3    | Gilles Delion | Helvetia | s.t.     |

| Pos. | Corridore | Squadra  | Tempo |
| ---- | --------- | -------- | ----- |
| 1    | Rolf Gölz | Ariostea |       |

### 5ª tappa - 2ª semitappa
- 14 febbraio: Hyères > Pierrefeu (cron. a squadre) – 17,5 km

| Pos. | Squadra             | Tempo  |
| ---- | ------------------- | ------ |
| 1    | Panasonic-Sportlife | 21'51" |
| 2    | R.M.O.              | a 1"   |
| 3    | Castorama           | a 2"   |

| Pos. | Corridore | Squadra  | Tempo |
| ---- | --------- | -------- | ----- |
| 1    | Rolf Gölz | Ariostea |       |

### 6ª tappa
- 15 febbraio: Antibes > Juan-les-Pins – 133 km

| Pos. | Corridore          | Squadra   | Tempo    |
| ---- | ------------------ | --------- | -------- |
| 1    | Frédéric Moncassin | Castorama | 3h09'42" |
| 2    | Jelle Nijdam       | Buckler   | s.t.     |
| 3    | Giovanni Fidanza   | Gatorade  | s.t.     |

| Pos. | Corridore | Squadra  | Tempo |
| ---- | --------- | -------- | ----- |
| 1    | Rolf Gölz | Ariostea |       |

### 7ª tappa
- 16 febbraio: Six Fours > Marsiglia – 106 km

| Pos. | Corridore            | Squadra  | Tempo    |
| ---- | -------------------- | -------- | -------- |
| 1    | Jean-Paul van Poppel | PDM      | 2h41'41" |
| 2    | Giovanni Fidanza     | Gatorade | s.t.     |
| 3    | Adrie van der Poel   | Tulip    | s.t.     |

| Pos. | Corridore       | Squadra   | Tempo     |
| ---- | --------------- | --------- | --------- |
| 1    | Rolf Gölz       | Ariostea  | 21h17'45" |
| 2    | Ronan Pensec    | R.M.O.    | a 22'17"  |
| 3    | Laurent Madouas | Castorama | a 22'41"  |

## Classifiche finali

### Classifica generale
| Pos. | Corridore             | Squadra                   | Tempo     |
| ---- | --------------------- | ------------------------- | --------- |
| 1    | Rolf Gölz             | Ariostea                  | 21h17'45" |
| 2    | Ronan Pensec          | R.M.O.                    | a 22'17"  |
| 3    | Laurent Madouas       | Castorama                 | a 22'41"  |
| 4    | Gilles Delion         | Helvetia- Fichtel & Sachs | a 22'42"  |
| 5    | Jean-Cyril Robin      | Castorama                 | a 22'43"  |
| 6    | Viatcheslav Ekimov    | Panasonic-Sportlife       | a 22'49"  |
| 7    | Andrew Hampsten       | Motorola                  | a 22'56"  |
| 8    | Federico Garcia Melia | Seur                      | a 23'31"  |
| 9    | Neil Stephens         | ONCE                      | a 23'33"  |
| 10   | Heinz Imboden         | Subaru-Montgomery         | a 23'37"  |